# 1470
- Wikisource

| Calendário gregoriano                                                        | 1470 MCDLXX                                           |
| Ab urbe condita                                                              | 2223                                                  |
| Calendário arménio                                                           | 919 – 920                                             |
| Calendário bahá'í                                                            | -374 – -373                                           |
| Calendário budista                                                           | 2014                                                  |
| Calendário chinês                                                            | 4166 – 4167 Início a 1 de fevereiro (aproximadamente) |
| Calendário copta                                                             | 1186 – 1187                                           |
| Calendário etíope                                                            | 1462 – 1463                                           |
| Calendários hindus - Vikram Samvat - Calendário nacional indiano - Cáli Iuga | 1525 – 1526 1391 – 1392 4570 – 4571                   |
| Calendário Holoceno                                                          | 11470                                                 |
| Calendário islâmico                                                          | 875 – 876                                             |
| Calendário judaico                                                           | 5230 – 5231                                           |
| Calendário persa                                                             | 848 – 849                                             |
| Calendário rúnico                                                            | 1720                                                  |
| Calendário solar tailandês                                                   | 2013                                                  |

1470 (MCDLXX, na numeração romana) foi um ano comum do século XV do Calendário Juliano, da Era de Cristo, e a sua letra dominical foi G (52 semanas), teve início numa segunda-feira e terminou também numa segunda-feira.
| Ano completo                         |
| ------------------------------------ |
| Ano comum com início à segunda-feira |

## Eventos
- O rei Afonso V de Portugal conquista a cidade de Arzila no Norte de África.
- Referência à capela "Almas Pobres", fundada por Gonçalo Diniz da Silva, ignorando-se a localidade onde fora edificada.
- Ida de Diogo de Teive para a Ilha Terceira nos Açores, acompanhado de Pedro Velasco.
- Data do desterro de Tristão Vaz Teixeira - capitão de Machico.
- João de Santarém e Pêro Escobar descobrem as ilhas de São Tomé e Príncipe.
- Constituição do Senado da Câmara Municipal do Funchal por " homens bons ".
- Fundação da freguesia de Agrela (Santo Tirso), antiga sede do concelho.
- Fundação do Convento de São Francisco de Angra. A custódia deste convento foi feita em 1480.
- Inicio das obras do Cais da Alfândega de Angra, por iniciativa de Álvaro Martins Homem, capitão do donatário na ilha Terceira.
- Data indicada como possível para o fundação do Porto Judeu, Angra do Heroísmo, embora não haja fontes documentais sobre a fundação da freguesia. A informação do povoamento do local ser coevo ao da ilha Terceira é confirmada pelo fato de a construção da Igreja Paroquial de Santo António do Porto Judeu ser anterior a 1470.
- 30 de Março - D. Fernando apresenta Frei Gonçalo ao vigário da Ordem de Cristo, indicando-o como cura e capelão da Ilha Terceira.
- 30 de Outubro - Henrique VI de Inglaterra é reinvestido como rei, após a vitória do seu general Ricardo Neville, Conde de Warwick sobre Eduardo IV de Inglaterra.

## Nascimentos
- 30 de Junho - Rei Carlos VIII de França.
- 4 de Novembro - Rei Eduardo V de Inglaterra.
- data desconhecida - Matthias Grünewald, pintor alemão (m. 1528).
- Rui Trancoso de Lira, senhor de Lira, actual localidade de Lara, Portugal.
- João de Castilho - arquiteto do manuelino.